# My Winter Storm
Albums de Tarja Turunen
Henkäys Ikuisuudesta
(2006) The Seer
(2008)
My Winter Storm est le deuxième album de la chanteuse finlandaise Tarja Turunen. Il est sorti le 19 novembre 2007. Le premier single, I Walk Alone, est sorti le 26 octobre 2007.
Le compositeur/sound designer britannique Mel Wesson s'occupe du design atmosphérique de la musique. Le compositeur James Michael Dooley s'occupe des arrangements orchestraux (enregistrés à Prague), accompagné au violoncelle par Martin Tillman. L'album est mixé au studio Remote Control Productions.

## Les Chansons
|     | Titre                                | Auteur(s) / Compositeur(s)                             | Note(s)             | Durée |
| --- | ------------------------------------ | ------------------------------------------------------ | ------------------- | ----- |
| 1.  | "Ite, missa est"                     | Wollbeck, Lindblom, Sommerdahl                         |                     | 0:27  |
| 2.  | "I Walk Alone"                       | Wollbeck, Lindblom, Sommerdahl                         | 1er single          | 3:53  |
| 3.  | "Lost Northern Star"                 | Turunen, Masbaum, Leonard                              |                     | 4:22  |
| 4.  | "Seeking For the Reign" (interlude)  | Turunen, Zagoritis, Stenzel, Heldmann                  |                     | 0:58  |
| 5.  | "The Reign"                          | Turunen, Zagoritis, Stenzel, Heldmann                  |                     | 4:07  |
| 6.  | "The Escape of the Doll" (interlude) | Houweling, Van Zundert                                 |                     | 0:32  |
| 7.  | "My Little Phoenix"                  | Houweling, Van Zundert                                 |                     | 4:02  |
| 8.  | "Die Alive"                          | Turunen, Wollbeck, Sørvaag, Lindblom                   | 2e single           | 4:04  |
| 9.  | "Boy and the Ghost"                  | Turunen, Lundstrom, Stang, Jonsson, Lindblom, Wollbeck |                     | 4:36  |
| 10. | "Sing For Me"                        | Crazy, Sundberg, Lipp                                  |                     | 4:16  |
| 11. | "Oasis"                              | Turunen                                                |                     | 5:10  |
| 12. | "Poison"                             | Alice Cooper, Desmond Child, John McCurry              | Alice Cooper cover. | 4:01  |
| 13. | "Our Great Divide"                   | Turunen, Wollbeck, Sørvaag, Lindblom                   |                     | 5:05  |
| 14. | "Sunset" (interlude)                 | Turunen, Zagoritis, Stenzel, Heldmann                  |                     | 0:36  |
| 15. | "Damned and Divine"                  | Turunen,Zagoritis, Stenzel, Heldmann                   |                     | 4:29  |
| 16. | "Minor Heaven"                       | Wollbeck, Lindblom                                     |                     | 4:00  |
| 17. | "Ciarán's Well"                      | Turunen, Scholpp, Leonard, Wimbish                     |                     | 3:37  |
| 18. | "Calling Grace"                      | Turunen, Masbaum, Leonard                              |                     | 3:06  |

### Bonus Tracks
1. "Damned Vampire & Gothic Divine" (Long Version of 'Damned and Divine') - 5:01
2. "I Walk Alone" (Artist Version) - 4:23
3. "I Walk Alone" (In Extremo Remix) - 4:31
4. "The Seer" (Deleted Scene - UK Bonus Track/Extended Edition) - 4:17
5. "You Would Have Loved This" (Live) - US Bonus Track
6. "Damned and Divine" (Live) - US Bonus Track

### Bonus DVD for Limited Edition
1. Photo Gallery
2. "I Walk Alone" (Single Version)
3. "I Walk Alone" (Artist Version)
4. "I Walk Alone" (Making Of The video)
5. "My Winter Storm" (Making Of The album)

### Special Extended Edition
CD1
1. "Ite, Missa Est"
2. "I Walk Alone"
3. "Lost Northern Star"
4. "Seeking for the Reign"
5. "The Reign"
6. "The Escape of the Doll"
7. "My Little Phoenix"
8. "Boy and the Ghost"
9. "Sing for Me"
10. "Oasis"
11. "Poison" (Alice Cooper cover)
12. "Our Great Divide"
13. "Sunset"
14. "Damned and Divine"
15. "Die Alive"
16. "The Seer" (Deleted Scene)
17. "Minor Heaven"
18. "Ciarán’s Well"
19. "Calling Grace"

CD2
1. Enough
2. The Seer (feat Doro Pesch)
3. Lost Northern Star (Tägtgren Remix)
4. Wisdom of Wind
5. The Reign (Score Mix)
6. Die Alive (Alternative Version)
7. Boy and the Ghost (Izumix)
8. Calling Grace (Full Version)
9. Lost Northern Star (Ambience Sublow Mix)
10. Damned and Divine (live in Kuusankoski)
11. You Would Have Loved This (live in Kuusankoski)
12. Our Great Divide (live in Kuusankoski)
13. Ciarán's Well (live in Kuusankoski)

## Les Clips
- I Walk Alone : Tarja joue 4 personnages différents : The Phoenix (le phénix), The Dead Boy (le garçon mort), The Doll (la poupée) et The Queen of Ice (la reine de glace). Le clip a été dirigé par Jörn Heitmann, qui avait déjà dirigé le clip de Sleeping Sun de Nightwish, en 2005.

## Les Musiciens en tournée
- Doug Wimbish (basse et chœurs) ou Oliver Holzwarth (basse)
- Alex Scholpp (guitares) ou Kiko Loureiro (guitares)
- Mike Terrana (batterie)
- Maria Ilmoniemi (claviers et chœurs)
- Max Lilja (violoncelle)
- Toni Turunen (chant et chœurs, guitares, batterie électronique et claviers)
- Tarja Turunen (chant principal)